# 联合橄榄球锦标赛
联合橄榄球锦标赛是一项年度橄欖球比赛，參賽球隊来自爱尔兰、意大利、苏格兰、南非和威尔士。

## 歷史
這一賽事始於1999年成立，當時的參賽球隊來自威爾士和蘇格蘭。后来爱尔兰的球隊也加入進來，並且更名凯尔特联赛 。2010-11赛季开始，联赛从10支球队扩大到12支球队，當時两支意大利球加入賽事队。
2011年，賽事更名Pro12，因為已有來自凱爾特地區以外的參賽球队。 从2017-18赛季开始，參賽隊伍增加至14支，随后賽事更名为Pro14。 2021年，賽事更名为联合橄榄球锦标赛。 